# Theromaster
Genre
Theromaster est un genre d'opilions laniatores de la famille des Cladonychiidae.

## Distribution
Les espèces de ce genre sont endémiques des États-Unis. Elles se rencontrent en Alabama et en Caroline du Nord.

## Liste des espèces
Selon World Catalogue of Opiliones (19/05/2021) :
- Theromaster archeri (Goodnight & Goodnight, 1942)
- Theromaster brunneus (Banks, 1902)

## Publications originales
- Briggs, 1969 : « A new Holarctic family of laniatorid phalangids (Opiliones). » The Pan-Pacific Entomologist, vol. 45, no 1, p. 35–50 (texte intégral).